# Чонильбон
Чонильбон (кор. 정일봉, 正日峰 — «Пик Чен Ира») — один из пиков горы Собэксан, к юго-востоку от вулкана Пэктусан. Высота — 1798 м. Расположен у берега реки Собэксу в уезде Самджиён провинции Янгандо, КНДР.
Коренные породы пика — трахит, риолит, базальт. Южный склон представляет собой скалу высотой около 100 м, у подножья скалы в 30—35° — толстый слой осыпи, соприкасающийся с наносным грунтом долины реки Собэксу. Пологий северный склон соединён с пиком Саджабон. Восточный склон круче западного. На пике Чонильбон, окружённом густым лесом, произрастают свыше 300 видов растений, в частности 16 видов деревьев и более 40 видов кустарников. Вокруг пика растут пихта белокорая, ель аянская, лиственница ольгинская; на южной скале — рододендрон Шлиппенбаха, рододендрон остроконечный и рябина смешанная.
Изначально пик носил название Чансубон (장수봉, 將帥峯). В 1930-х — 1940-х годах под ним располагался тайный лагерь антияпонских партизан со ставкой КНРА. Согласно официальной историографии КНДР, в этом лагере родился Ким Чен Ир. В 1988 году пик был переименован в Чонильбон, в честь Ким Чен Ира. На территории бывшего лагеря было обустроено «Место историко-революционной славы». На южной скале пика сооружены 3 гранитных плиты, на которых красными литерами высечено название пика. В 1992 году, к 50-летию со дня рождения Ким Чен Ира возле лагеря установлена мемориальная плита с поздравительной одой Ким Ир Сена «Кванмёнсон чханга» (광명성찬가, «Ода сияющей звезде»).
В КНДР создан ряд литературных произведений, воспевающих Чонильбон. О пике писал О Ён Джэ в 6 главе повести «Сыны народа» (인민의 아들, 1991). Вершине посвящены песни «Ах, Чонильбон!» (아, 정일봉이여, 1989) в исполнении Чон Бён Гу и «Гроза над Чонильбоном» (정일봉의 우레소리등) в исполнении Ансамбля лёгкой музыки «Ванджэсан». Вместе с родным домом Ким Чен Ира в Пэктусанском тайном лагере, пик изображён на аверсе банкноты Центробанка КНДР в 2000 вон.